# Esprels
Esprels est une commune française située dans le département de la Haute-Saône, la région culturelle et historique de Franche-Comté et la région administrative Bourgogne-Franche-Comté.

## Géographie

### Localisation
Esprels est situé en Franche-Comté, au sud du département de la Haute-Saône, au cœur de la vallée de l'Ognon. Placée entre le massif vosgien et les plateaux du Jura, cette vallée reliant la grande plaine d'Alsace à la grande plaine de la Saône, forme une importante zone de passage fréquentée dès la Préhistoire.

### Communes limitrophes
Les communes limitrophes sont  Autrey-le-Vay, Borey, Chassey-lès-Montbozon, Marast, Pont-sur-l'Ognon et Vallerois-le-Bois.

### Géologie et relief
La superficie de la commune est de 14,81 km2 ; son altitude varie de 252  à   408 mètres.

### Hydrographie

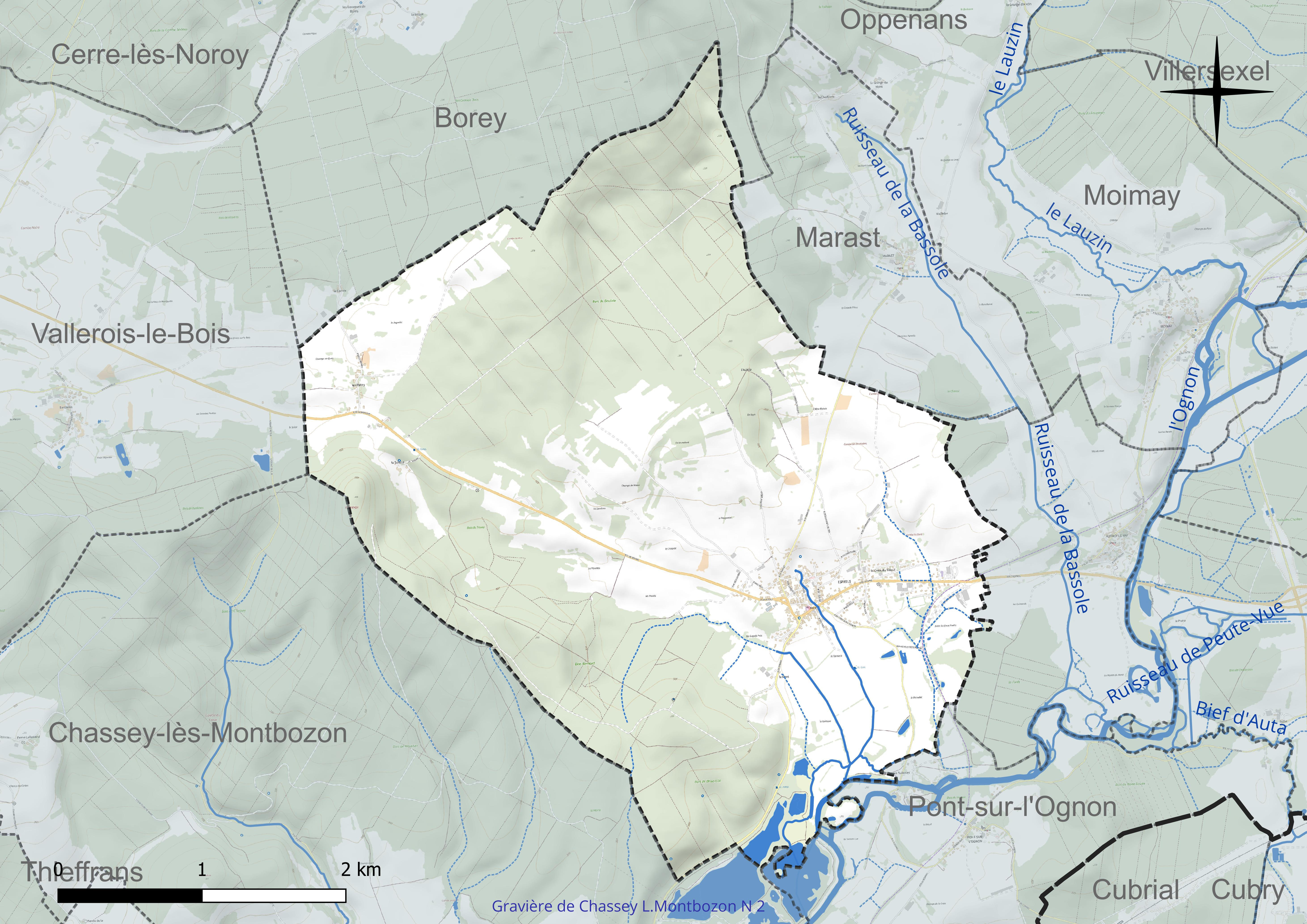
Carte hydrographique de la commune.

La commune est limitée au sud par l'Ognon (affluent de la Saône), et ses zones humides.
Plusieurs ruisseaux qui drainent le territoire communal s'y jettent.
L'Ognon est un affluent gauche de la Saône et donc un sous-affluent du Rhône.

### Climat
Pour des articles plus généraux, voir Climat de la Bourgogne-Franche-Comté et Climat de la Haute-Saône.
En 2010, le climat de la commune est de type climat de montagne, selon une étude du Centre national de la recherche scientifique s'appuyant sur une série de données couvrant la période 1971-2000. En 2020, Météo-France publie une typologie des climats de la France métropolitaine dans laquelle la commune est exposée à un climat semi-continental et est dans la région climatique Lorraine, plateau de Langres, Morvan, caractérisée par un hiver rude (1,5 °C), des vents modérés et des brouillards fréquents en automne et hiver.
Pour la période 1971-2000, la température annuelle moyenne est de 10,3 °C, avec une amplitude thermique annuelle de 17,5 °C. Le cumul annuel moyen de précipitations est de 1 079 mm, avec 12,9 jours de précipitations en janvier et 10,2 jours en juillet. Pour la période 1991-2020, la température moyenne annuelle observée sur la station météorologique de Météo-France la plus proche, « Villersexel Sa », sur la commune de Villersexel à 5 km à vol d'oiseau, est de 10,8 °C et le cumul annuel moyen de précipitations est de 1 037,9 mm. 
La température maximale relevée sur cette station est de 38,4 °C, atteinte le 8 août 2003 ; la température minimale est de −19,4 °C, atteinte le 20 décembre 2009,,.
Les paramètres climatiques de la commune ont été estimés pour le milieu du siècle (2041-2070) selon différents scénarios d'émission de gaz à effet de serre à partir des nouvelles projections climatiques de référence DRIAS-2020. Ils sont consultables sur un site dédié publié par Météo-France en novembre 2022.

## Urbanisme

### Typologie
Au 1er janvier 2024, Esprels est catégorisée commune rurale à habitat dispersé, selon la nouvelle grille communale de densité à sept niveaux définie par l'Insee en 2022.
Elle est située hors unité urbaine. Par ailleurs la commune fait partie de l'aire d'attraction de Vesoul, dont elle est une commune de la couronne,. Cette aire, qui regroupe 158 communes, est catégorisée dans les aires de 50 000 à moins de 200 000 habitants,.

### Occupation des sols

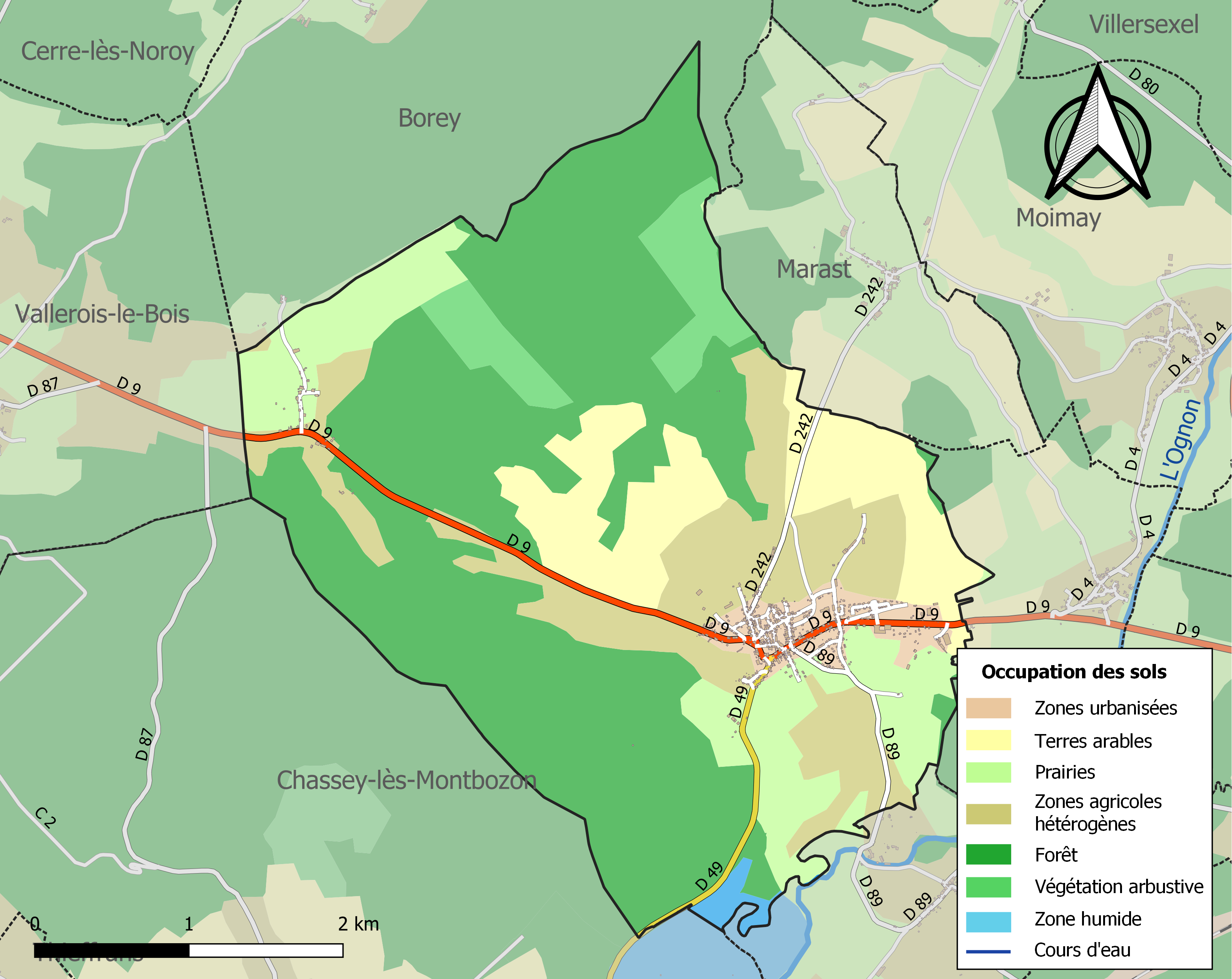
Carte des infrastructures et de l'occupation des sols de la commune en 2018 (CLC).

L'occupation des sols de la commune, telle qu'elle ressort de la base de données européenne d’occupation biophysique des sols Corine Land Cover (CLC), est marquée par l'importance des forêts et milieux semi-naturels (55 % en 2018), une proportion sensiblement équivalente à celle de 1990 (55,2 %). La répartition détaillée en 2018 est la suivante : 
forêts (50,2 %), zones agricoles hétérogènes (16,6 %), prairies (12,3 %), terres arables (11,7 %), milieux à végétation arbustive et/ou herbacée (4,8 %), zones urbanisées (3,6 %), eaux continentales (0,7 %). L'évolution de l’occupation des sols de la commune et de ses infrastructures peut être observée sur les différentes représentations cartographiques du territoire : la carte de Cassini (XVIIIe siècle), la carte d'état-major (1820-1866) et les cartes ou photos aériennes de l'IGN pour la période actuelle (1950 à aujourd'hui).

### Habitat et logement
En 2020, le nombre total de logements dans la commune était de 363, alors qu'il était de 353 en 2015 et de 327 en 2010.
Parmi ces logements, 86,6 % étaient des résidences principales, 5,9 % des résidences secondaires et 7,5 % des logements vacants. Ces logements étaient pour 88,2 % d'entre eux des maisons individuelles et pour 11,8 % des appartements.
Le tableau ci-dessous présente la typologie des logements à Esprels en 2020 en comparaison avec celle de la Haute-Saône et de la France entière. Une caractéristique marquante du parc de logements est ainsi une proportion de résidences secondaires et logements occasionnels (5,9 %) inférieure à celle du département (6,2 %) et à celle de la France entière (9,7 %). Concernant le statut d'occupation de ces logements, 70,7 % des habitants de la commune sont propriétaires de leur logement (71,4 % en 2015), contre 68,8 % pour la Haute-Saône et 57,5 pour la France entière.
| Typologie                                               | Esprels | Haute-Saône | France entière |
| ------------------------------------------------------- | ------- | ----------- | -------------- |
| Résidences principales (en %)                           | 86,6    | 83          | 82,1           |
| Résidences secondaires et logements occasionnels (en %) | 5,9     | 6,2         | 9,7            |
| Logements vacants (en %)                                | 7,5     | 10,7        | 8,2            |

## Histoire

### Époque moderne

#### Avant la conquête française
En 1614, avant la Guerre de Dix Ans, 81 ménages sont recensés.

En 1654, il ne reste que 12 ménages à Esprels.
Jean-Claude ROLAND, Nicolas MOUROT, Jacques CORBEY, Pierre GRANDJAN, Thiébaud GARIN, Pierre GRENEL, Pierre FRANCHET, Guillaume THIEBAUD, Pierre CAILLET, Jean MARCHAND, Pierre PENERD. 
On dénombre également un étranger : Nicolas, pâtre du bétail, originaire de France, depuis 6 mois à Esprels.

En 1657, 19 ménages soit 87 personnes sont recensées.

### Époque contemporaine

#### Épidémie de typhus
En 1814 la commune est durement touchée par cette pandémie qui fait 62 morts. Deux médecins avaient même été envoyés au nom du gouvernement pour secourir et soigner les malades.

#### Épidémie de choléra
Entre 1853 et 1854 une épidémie de choléra fait en France 145 000 victimes dont près de 10 000 rien qu'en Haute-Saône. Esprels n'est pas épargné par cette pandémie qui fait 24 morts entre la fin août et octobre.

#### Chemin de fer

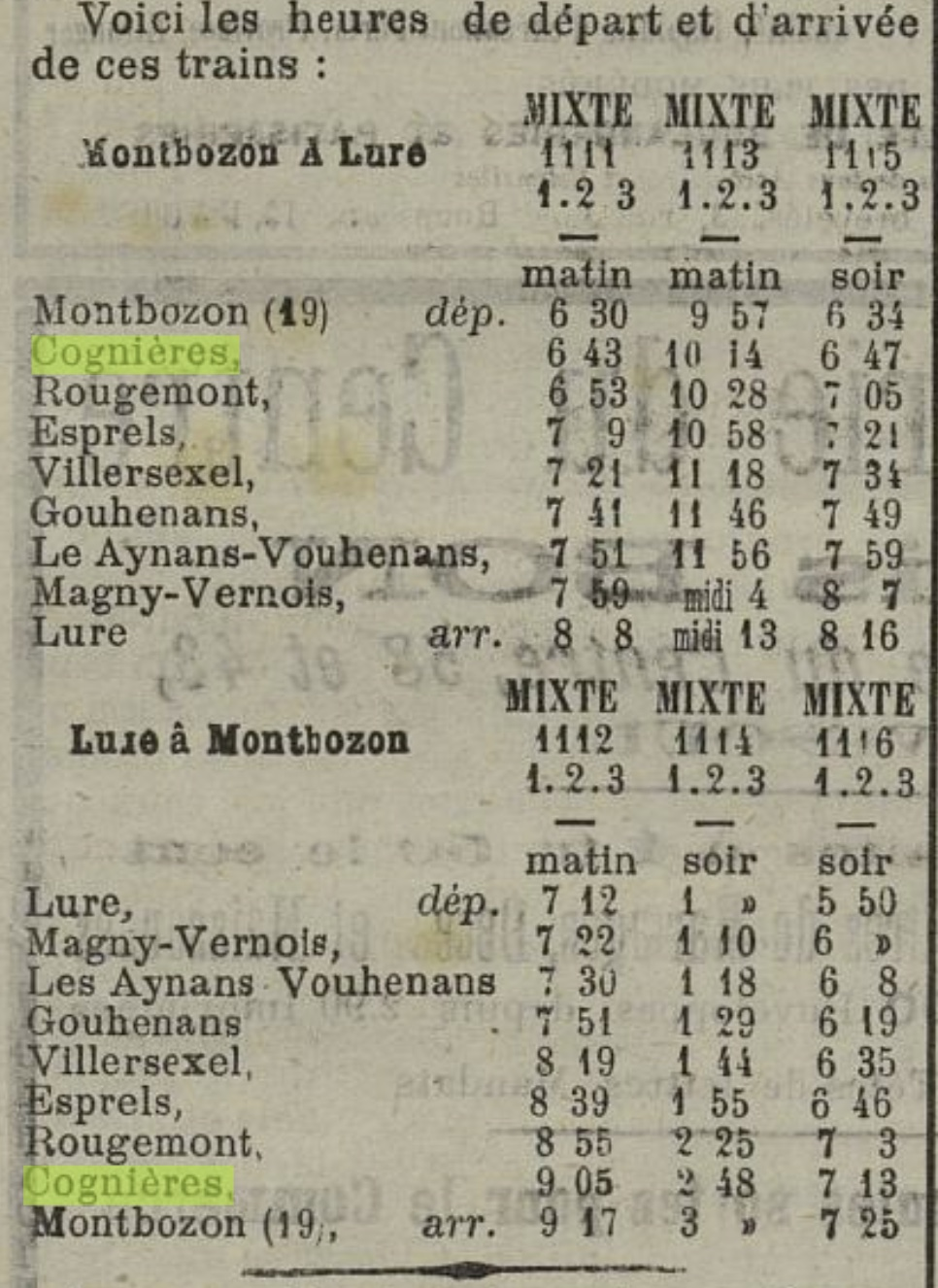
Horaires de la ligne (date non retrouvée).

Le chemin de fer de Lure à Loulans a été classé dans le réseau d'intérêt général par la loi du 17 juillet 1879, a été déclaré d'utilité publique et concédé à la Compagnie des chemins de fer de Paris à Lyon et à la Méditerranée par la loi du 15 juillet 1885. 

Les stations, dont le nombre et l'emplacement sont arrêtés en 1893, sont : Cognières, Rougemont_(Doubs), Esprels, Villersexel, Gouhenans et Les Aynans.
Le village disposait donc d'une gare sur la ligne de Montbozon à Lure, mise en service en 1896 par la compagnie des chemins de fer de Paris à Lyon et à la Méditerranée. 

La ligne est  fermée au trafic voyageurs le 29 mai 1940 et aux marchandises le 31 mai 1987. Sa plateforme est désormais utilisée comme voie verte.

#### Faits divers
En 1894, le nommé Joseph Martinet, un berger des Patey âgé de 68 ans, se suicide en se tirant un coup de fusil dans la tête. Les motifs retenus par la presse sont une maladie de cœur et la misère.

### Quartiers et lieux-dits

#### Le hameau des Patey
- Ce hameau serait nommé ainsi du fait d'un bail octroyé à un certain Antoine Patey au XVIIIe siècle.
- En 1889 ce hameau a même une tuilerie en pleine activité avec ses dépendances, comprenant maison d'habitation, halles pour la fabrication des tuiles, four, matériel et ustensiles servant au roulement de l'usine. D'une contenance de 50 ares, lieu-dit Aux Trouchots, section D, numéro 570[18].

#### La ferme de la Tuilerie
Située au nord-ouest d'Esprels. La tuilerie fut la possession du prieuré de Marast. Les redevances dues par la tuilerie variaient entre 4000 et 6000 tuiles par an plus quelques fournitures.

## Politique et administration

### Rattachements administratifs et électoraux

#### Rattachements administratifs
La commune se trouve dans l'arrondissement de Vesoul du département de la Haute-Saône.
Elle faisait partie depuis 1793 du canton de Noroy-le-Bourg. Dans le cadre du redécoupage cantonal de 2014 en France, cette circonscription administrative territoriale a disparu, et le canton n'est plus qu'une circonscription électorale.

#### Rattachements électoraux
Pour les élections départementales, la commune fait partie depuis 2014 du canton de Villersexel
Pour l'élection des députés, elle fait partie de la deuxième circonscription de la Haute-Saône.

### Intercommunalité
Esprels est membre de la communauté de communes du Pays de Villersexel, un établissement public de coopération intercommunale (EPCI) à fiscalité propre créé fin 1999 et auquel la commune a transféré un certain nombre de ses compétences, dans les conditions déterminées par le code général des collectivités territoriales.

### Liste des maires
| Période                                  | Période                       | Identité                         | Étiquette | Qualité                                                                                    |
| ---------------------------------------- | ----------------------------- | -------------------------------- | --------- | ------------------------------------------------------------------------------------------ |
| Les données manquantes sont à compléter. |                               |                                  |           |                                                                                            |
|                                          |                               |                                  |           |                                                                                            |
| An XIII                                  | 1807                          | Jean Pierre Monroz               |           |                                                                                            |
| 1812                                     |                               | Simon Corne                      |           |                                                                                            |
| 1813                                     | 3/1816                        | Simon Marchand                   |           |                                                                                            |
| 3/1816                                   | 1819                          | Pierre Hubert Faivre             |           |                                                                                            |
| décembre 1819                            | janvier 1831                  | Claude François Saint-Martin     |           | Capitaine Chevalier de la Légion d'honneur                                                 |
| février 1831                             | janvier 1835                  | Claude Alexis Décard             |           |                                                                                            |
| janvier 1835                             | septembre 1837                | Jean-François Thouret            |           |                                                                                            |
| septembre 1837                           | septembre 1848                | Simon Marchand                   |           |                                                                                            |
| septembre 1848                           | août 1865                     | Jacques Joseph Louis Corne       |           | Notaire royal Juge de paix suppléant                                                       |
| août 1865                                | octobre 1876                  | Jules François Marie Corne       |           | Fils du précédent Notaire, conseiller d'arrondissement Juge de paix suppléant              |
| octobre 1876                             | 1880                          | Claude François Caillet          |           |                                                                                            |
| 1881                                     | mai 1892                      | Nicolas Joseph Aimé Leslourdy    |           |                                                                                            |
| juin 1892                                | 1896                          | Marchand Jacques Louis           |           |                                                                                            |
| 1896                                     | 1906                          | Jean-Pierre Binet                |           |                                                                                            |
| 1906                                     | 1907                          | Paul Henri Monniot               |           |                                                                                            |
| 1907                                     | 10/1919                       | Claude Eugène Armand Grenot      |           |                                                                                            |
| 12/1919                                  | >1922                         | Henri François Emile Jeanningros |           |                                                                                            |
|                                          |                               | Georges Lamblin                  | Rad.      | Conseiller d'arrondissement de Noroy-le-Bourg (1931 → 1937)                                |
|                                          |                               |                                  |           |                                                                                            |
| mars 2001                                | 2003                          | Jean Vejux                       |           | démissionnaire                                                                             |
| juillet 2003                             | En cours (au 30 janvier 2024) | Michel Richard                   | LR        | Retraité Conseiller départemental de Villersexel (2021 → ) Réélu pour le mandat 2020-2026, |

## Population et société

### Démographie
L'évolution du nombre d'habitants est connue à travers les recensements de la population effectués dans la commune depuis 1793. Pour les communes de moins de 10 000 habitants, une enquête de recensement portant sur toute la population est réalisée tous les cinq ans, les populations de référence des années intermédiaires étant quant à elles estimées par interpolation ou extrapolation. Pour la commune, le premier recensement exhaustif entrant dans le cadre du nouveau dispositif a été réalisé en 2007.

En 2022, la commune comptait 711 habitants, en évolution de −2,2 % par rapport à 2016 (Haute-Saône : −1,4 %, France hors Mayotte : +2,11 %).
| 1793 | 1800 | 1806 | 1821 | 1831  | 1836  | 1841  | 1846  | 1851  |
| ---- | ---- | ---- | ---- | ----- | ----- | ----- | ----- | ----- |
| 731  | 801  | 839  | 852  | 1 039 | 1 066 | 1 106 | 1 090 | 1 109 |

| 1856 | 1861 | 1866 | 1872 | 1876 | 1881 | 1886 | 1891 | 1896 |
| ---- | ---- | ---- | ---- | ---- | ---- | ---- | ---- | ---- |
| 925  | 971  | 951  | 896  | 889  | 788  | 780  | 698  | 700  |

| 1901 | 1906 | 1911 | 1921 | 1926 | 1931 | 1936 | 1946 | 1954 |
| ---- | ---- | ---- | ---- | ---- | ---- | ---- | ---- | ---- |
| 664  | 652  | 609  | 551  | 569  | 511  | 524  | 501  | 516  |

| 1962 | 1968 | 1975 | 1982 | 1990 | 1999 | 2006 | 2007 | 2012 |
| ---- | ---- | ---- | ---- | ---- | ---- | ---- | ---- | ---- |
| 568  | 584  | 608  | 596  | 631  | 678  | 698  | 700  | 712  |

| 2017 | 2022 | - | - | - | - | - | - | - |
| ---- | ---- | - | - | - | - | - | - | - |
| 733  | 711  | - | - | - | - | - | - | - |

### Manifestations culturelles et festivités
- Animation du 14-juillet.
- Théâtre pendant tout le mois de février.

## Économie
- Agriculture, zone artisanale, fabrique de meubles, hôtel, café-restaurants,
- mais aussi salon de coiffure, boucherie, boulangerie, médecin, supérette, caserne de pompier, bureau de poste.

## Culture locale et patrimoine

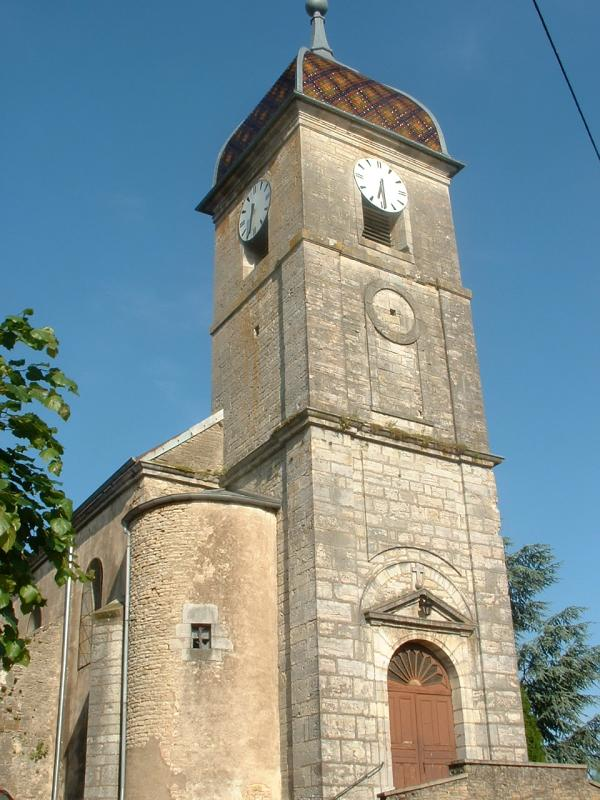
L'église.

### Lieux et monuments
- L'église Saint-Vallier au clocher comtois se situe au sein du diocèse de Besançon, dans l'unité pastorale du Pays de Villersexel et date de 1738. Elle remplace une église beaucoup plus ancienne qui était en forme de croix latine dont les quatre bras avaient la même longueur[27].
- La mairie construite en 1875.
- Calvaires, érigés à chaque intersection du bourg : en direction d’Autrey-le-Vay, route de Vesoul, route de Chassey-lès-Montbozon, croix de Chaucheux en direction de Marast. Une des croix se trouve route du Négrot, route de Pont-sur-l’Ognon. Elle a été sculptée sur une bille de chêne par Lucien Callé, et fut bénie le 30 mai 1976 par l’abbé André Bougnon, vicaire épiscopal[28].
- La fontaine des Tilleuls  Inscrit MH[29].
- La fontaine de Saint-Desle et son lavoir.
- Le lac de Bonnal est pour une petite partie sur la commune.
- La voie verte aménagée en 2014-2015 par la communauté de communes sur l'emprise de l'ancienne ligne de Montbozon à Lure, avec, à terme, l'ambition de créer  un cheminement vers  Besançon, au-delà de Lure et de se connecter à des axes tels que l’EuroVelo 6 qui relie Saint-Brevin-les-Pins, près de Nantes, en France à Constanța en Roumanie[30],[31].

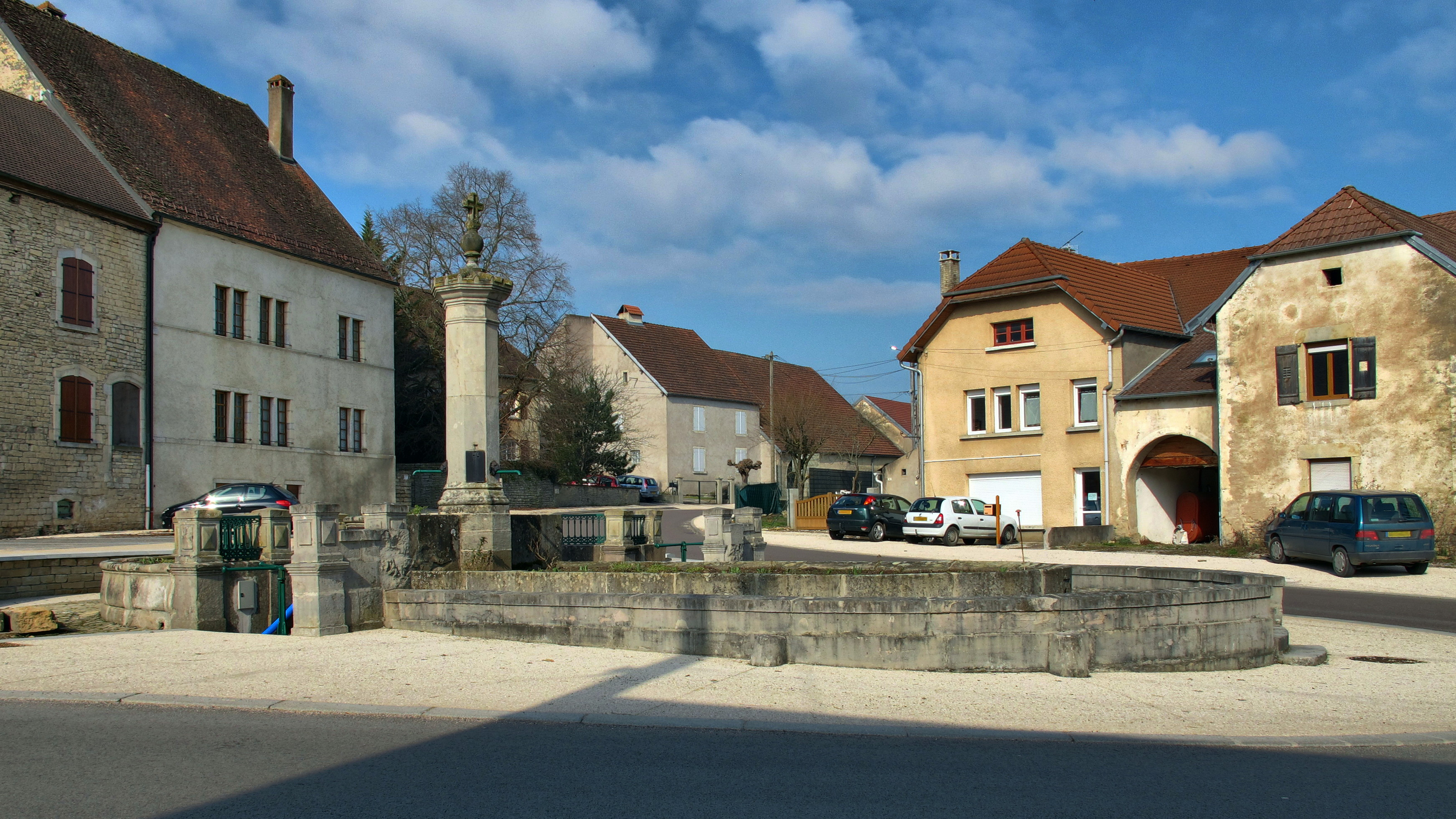
Fontaine des tilleuls.
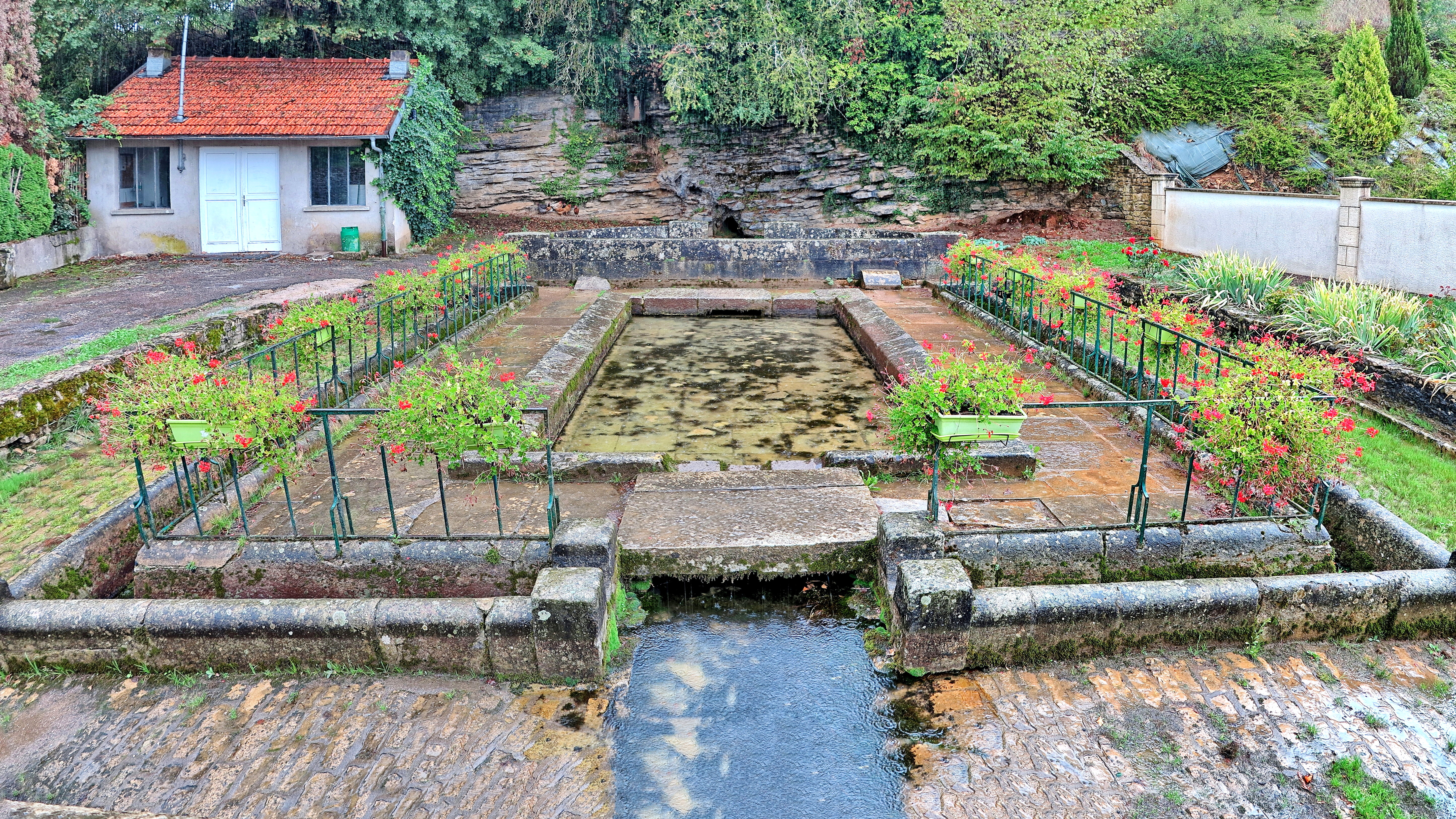
Fontaine de Saint-Desle.
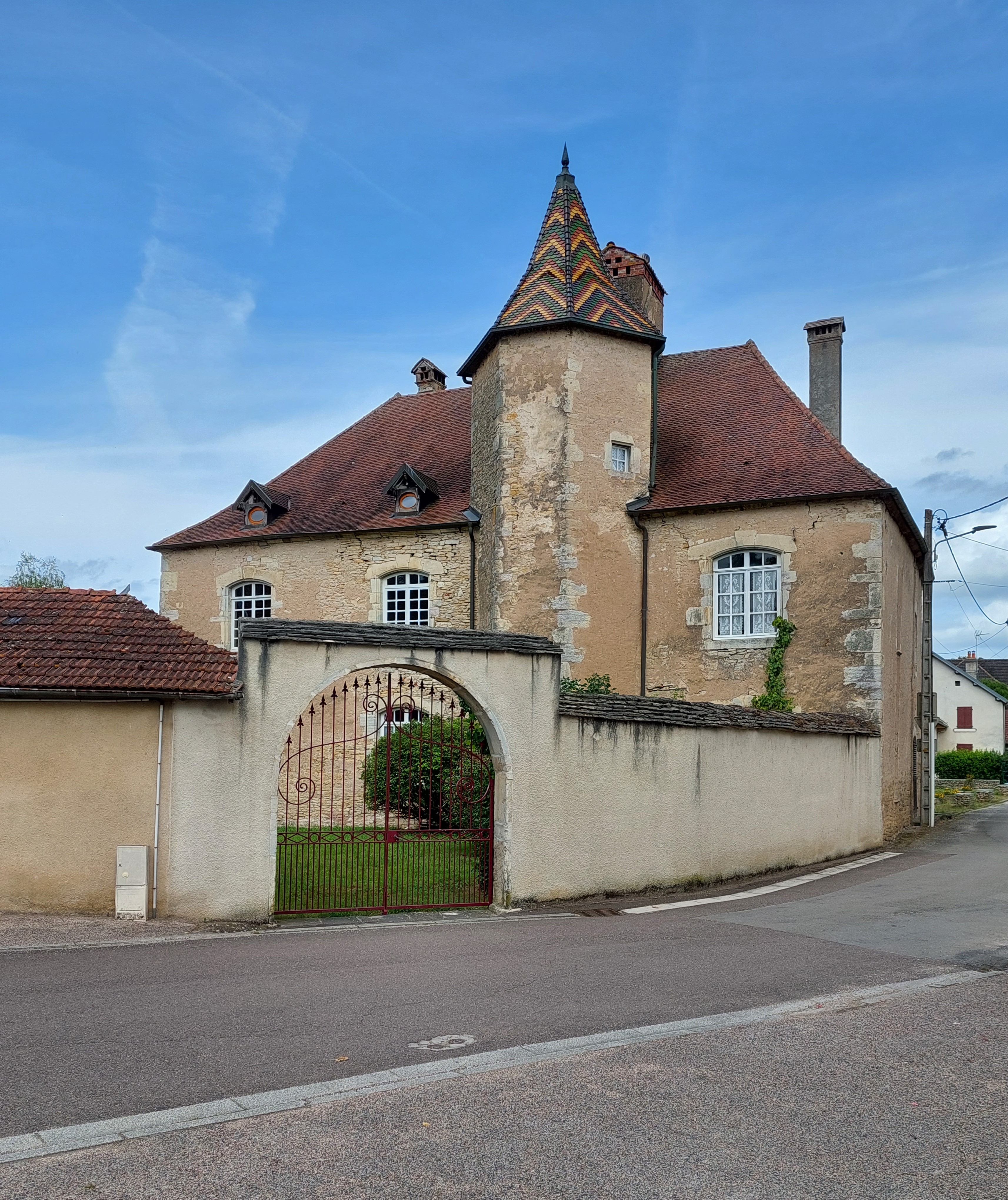
Ferme ancienne
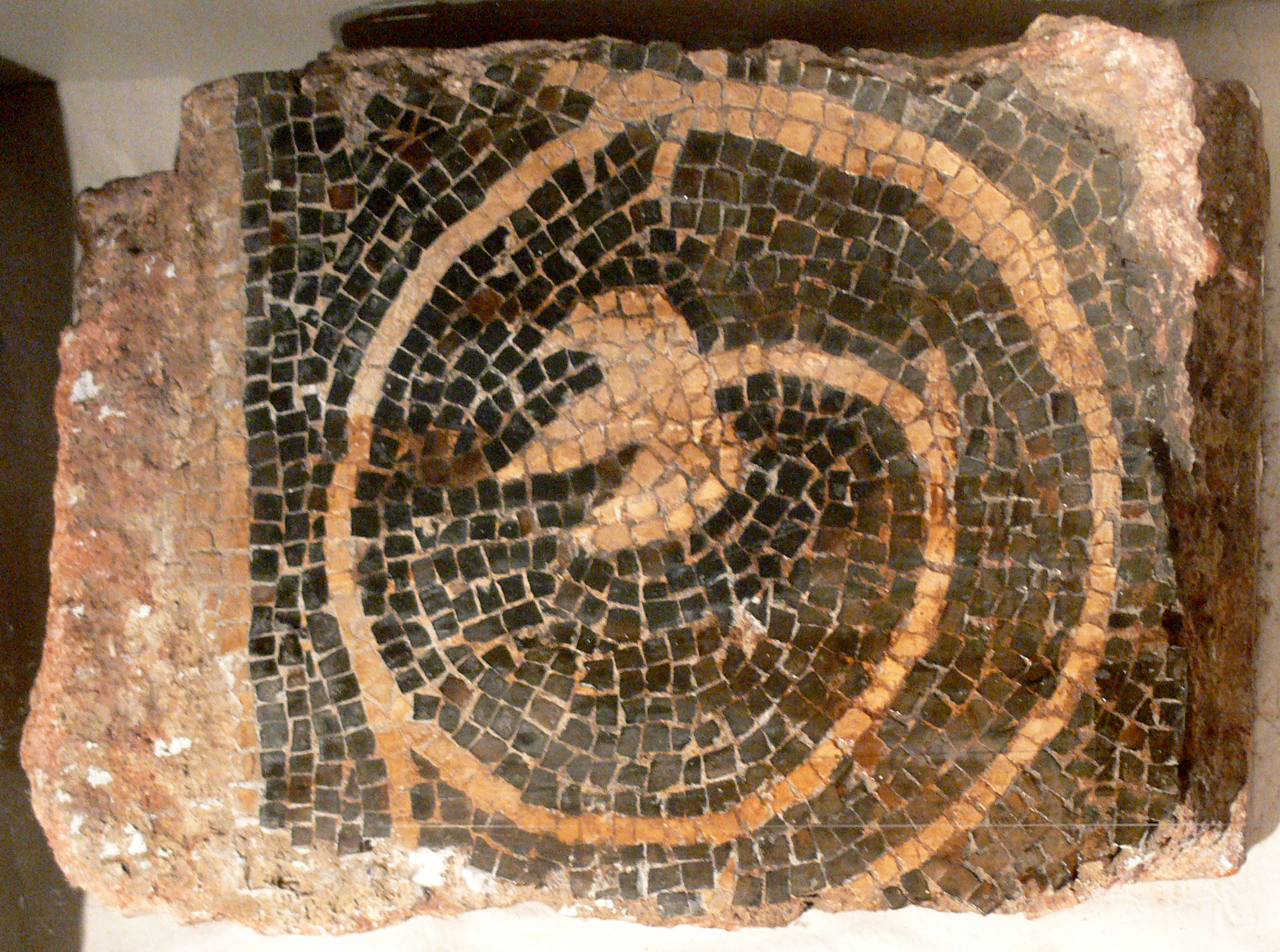
Fragment de mosaïque ancienne, présummée provenant d'Esprels Musée Jean-Léon Gérôme

### Héraldique
| Blason de Esprels | Blason  | Parti au 1) d’argent à la croix pattée à huit pointes de gueules, au 2) de gueules aux deux pals accolés d’or, celui de dextre retrait, celui de senestre abaissé, confondus en abîme, chargés de trois marteaux contournés de sable, celui du milieu posé en fasce ; au chef d’azur chargé de deux jumelles d’or. |
| Blason de Esprels | Détails | Le statut officiel du blason reste à déterminer. |

## Pour approfondir